# Plattsburg, Missouri
Plattsburg är administrativ huvudort i Clinton County i Missouri. Orten har fått sitt namn efter Plattsburgh som är huvudort i Clinton County i delstaten New York. Countyt grundades år 1833 och Plattsburg planlades som dess huvudort.